# بریت یوهانسن
بریت یوهانسن (انگلیسی: Berit Johannessen؛ زادهٔ ۱۷ مارس ۱۹۵۱) ورزشکار اسکی صحرانوردی اهل نروژ است.